# Університет

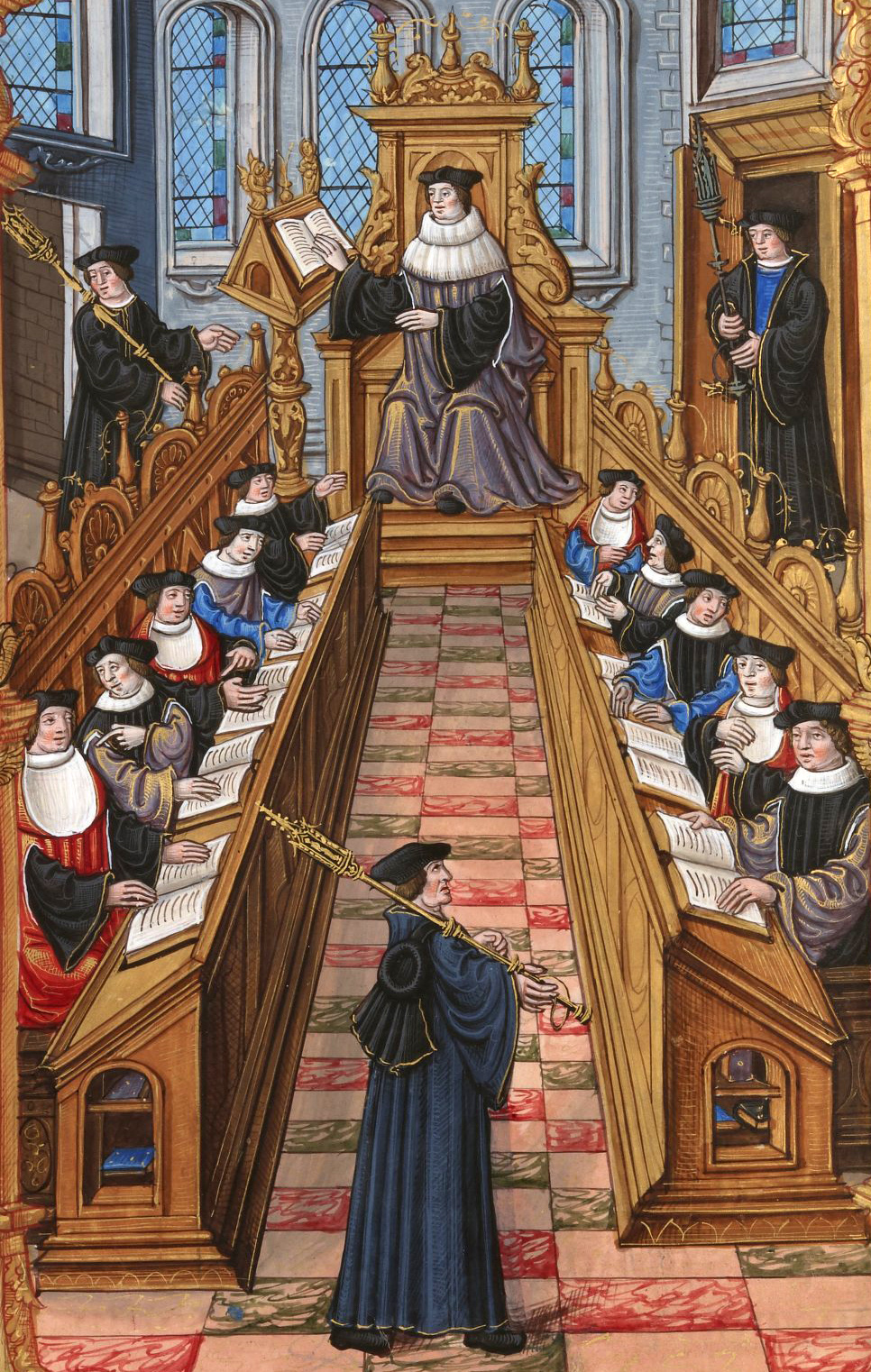
Засідання докторів Паризького університету

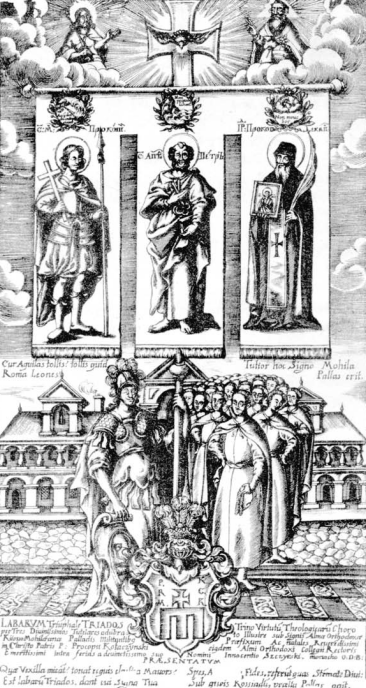
Києво-Могилянська академія та її спудеї

Університе́т (нім. Universität, від лат. universitas — «сукупність»,  universitas magistrorum et scholarium — сукупність, об'єднання тих, хто вчить, і тих, хто навчається) — автономний заклад вищої освіти, тип якого сформувався в Європі за Середньовіччя. В університеті об'єднується низка факультетів для підготовки фахівців високої кваліфікації з точних, природничих і гуманітарних наук.
Між іншим університети є науковими установами, в яких викладачі спільно зі студентами виконують наукові дослідження. Провідні університети мають свої видавництва, де друкують навчальну та наукову літературу. Традиційно університети надають привілеї своїм студентам й аспірантам наукові ступені бакалаврів, магістрів та докторів.

## Виникнення університетів

Емблема (і елемент печатки) Оксфордського університету — найстарішого університету Англії

Перші університети в Європі виникли в Болоньї (заснований 1088 р. як юридична школа, статус університету з 1158 р.) Оксфорді (1167), Парижі (1215) та в інших містах Італії, Франції та Англії. Пізніше були засновані університети в Чехії — Карлів (Прага, 1348), Польщі — Ягеллонський (Краків, 1364), Австрії (Відень, 1365), Німеччині (Гейдельберг, 1386), Швеції (Уппсала, 1477), Данії (Копенгаген, 1479) та інші (див. таблицю нижче).
| Рік заснування | Університет                                            |
| -------------- | ------------------------------------------------------ |
| 425            | Константинопольський університет, Константинополь      |
| 859            | Університет Аль-Карауїн, Фес                           |
| 972            | Університет Аль-Азгар, Каїр                            |
| 1088           | Болонський університет, Болонья                        |
| 1117           | Університет Парми, Парма                               |
| 1167           | Оксфордський університет, Оксфорд                      |
| 1175           | Моденський університет, Модена                         |
| 1215           | Сорбонна, Париж                                        |
| бл. 1209       | Кембриджський університет, Кембридж                    |
| 1218           | Університет Саламанки, Саламанка                       |
| 1222           | Падуанський університет, Падуя                         |
| 1224           | Неапольський університет, Неаполь                      |
| 1229           | Тулузький університет, Тулуза                          |
| 1240           | Сієнський університет, Сієна                           |
| 1289           | Університет Монпельє, Монпельє                         |
| 1290           | Коїмбрській університет, Коїмбра                       |
| 1290           | Лісабонський університет, Лісабон                      |
| 1297           | Університет Льєйди , Лерида                            |
| 1303           | Римський університет ла Сапієнца, Рим                  |
| 1308           | Університет Перуджі, Перуджа                           |
| 1321           | Флорентійський університет, Флоренція                  |
| 1336           | Університет Камерино, Камерино                         |
| 1339           | Гренобльський університет, Гренобль                    |
| 1343           | Пізанський університет, Піза                           |
| 1346           | Університет Вальядоліда, Вальядолід                    |
| 1348           | Карлів університет (також Празький університет), Прага |
| 1361           | Павійський університет, Павія                          |
| 1364           | Ягеллонський університет, Краків                       |
| 1365           | Віденський університет, Відень                         |
| 1367           | Пецький університет, Печ (Угорщина)                    |

| Рік заснування | Університет                                                   |
| -------------- | ------------------------------------------------------------- |
| 1386           | Гейдельберзький університет, Гейдельберг                      |
| 1388           | Кельнський університет, Кельн                                 |
| 1391           | Університет Феррари, Феррара                                  |
| 1392           | Ерфуртський університет, Ерфурт                               |
| 1402           | Вюрцбурзький університет, Вюрцбург                            |
| 1409           | Лейпцизький університет, Лейпциг                              |
| 1413           | Сент-Ендрюський університет, Сент-Ендрюс                      |
| 1419           | Ростоцький університет, Росток                                |
| 1425           | Левенський університет, Левен                                 |
| 1431           | Університет Пуатьє, Пуатьє                                    |
| 1434           | Катанійський університет, Катанія                             |
| 1450           | Барселонський університет, Барселона                          |
| 1451           | Університет Глазго, Глазго                                    |
| 1453           | Стамбульський університет, Стамбул                            |
| 1456           | Грайфсвальдський університет, Грайфсвальд                     |
| 1457           | Університет Фрайбурга, Фрайбург                               |
| 1460           | Базельський університет, Базель                               |
| 1465           | Істрополітанський Університет, Братислава                     |
| 1472           | Інгольштадтський університет, Інгольштадт (зараз Мюнхенський) |
| 1473           | Трірський університет, Трір                                   |
| 1477           | Майнцький університет, Майнц                                  |
| 1477           | Упсальський університет, Упсала                               |
| 1477           | Тюбінгенський університет, Тюбінген                           |
| 1479           | Копенгагенський університет, Копенгаген                       |
| 1495           | Абердинський університет, Абердин                             |
| 1495           | Університет Сантьяго-де-Компостела, Сантьяго-де-Компостела    |
| 1499           | Мадридський університет, Мадрид                               |

### Освітній процес

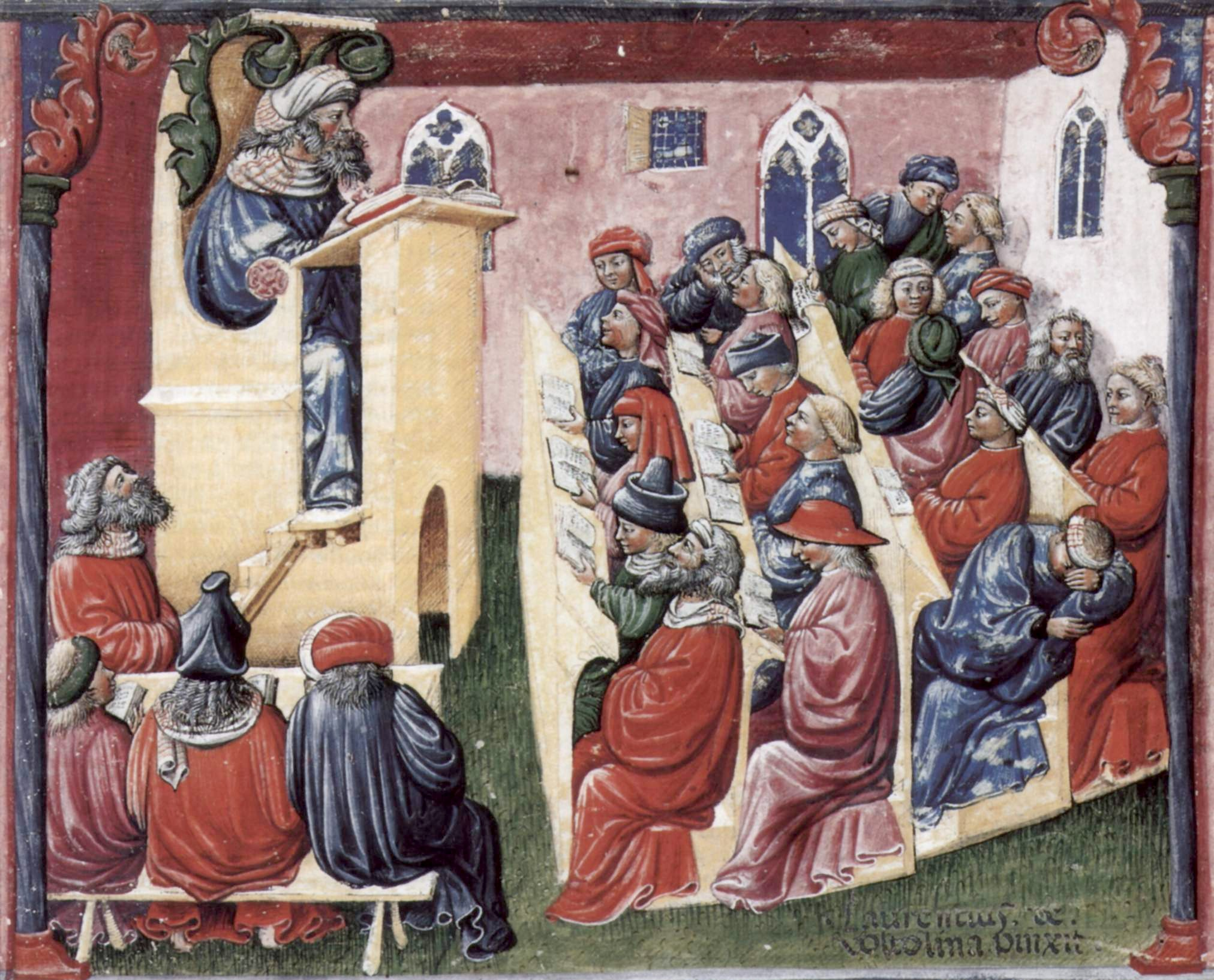
Лекція в Болонському університеті (середина XIV ст.)

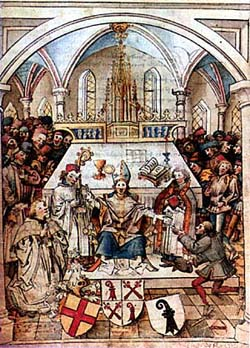
Церемонія відкриття (інавгураційна церемонія) в Базельському університеті, 4 квітня 1460 р.)

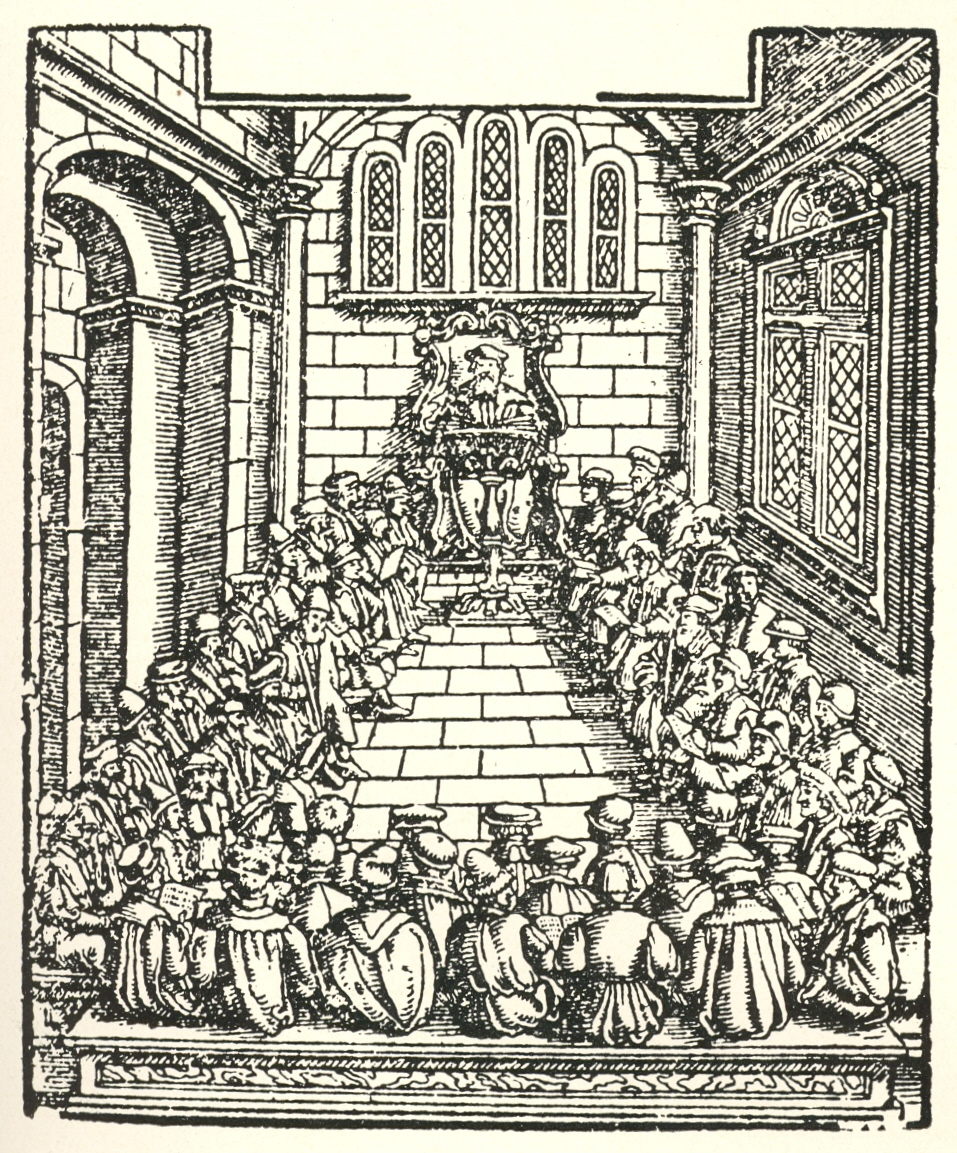
Заняття в Гейдельберзькому університеті

Основним методом університетського викладання були лекції професорів. На лекціях викладач читав і коментував книги: праці Аристотеля — на філософському факультеті, трактати Гіппократа — на медичному. Крім лекцій, поширеною формою наукового спілкування були також диспути або прилюдні дискусії, що періодично влаштовувались на богословсько-філософські теми. Диспути могли тривати 15-20 годин. Головний диспутант мусив заздалегідь оприлюднити тези теми, яка давалась для обговорення. На диспуті висловлювались докази за і проти висловленої думки. Вони черпались з книг. Перемагав той, хто міг навести більше цитат, витримок з творів визнаних авторів, підкріплюючи ними свою думку. В одному з диспутів оксфордський магістр Дунс Скот (1266–1309) вислухав і запам'ятав 200 тез і тут же послідовно їх заперечив. Крім цього, всього учні виконували ще й письмові вправи — писали трактати.

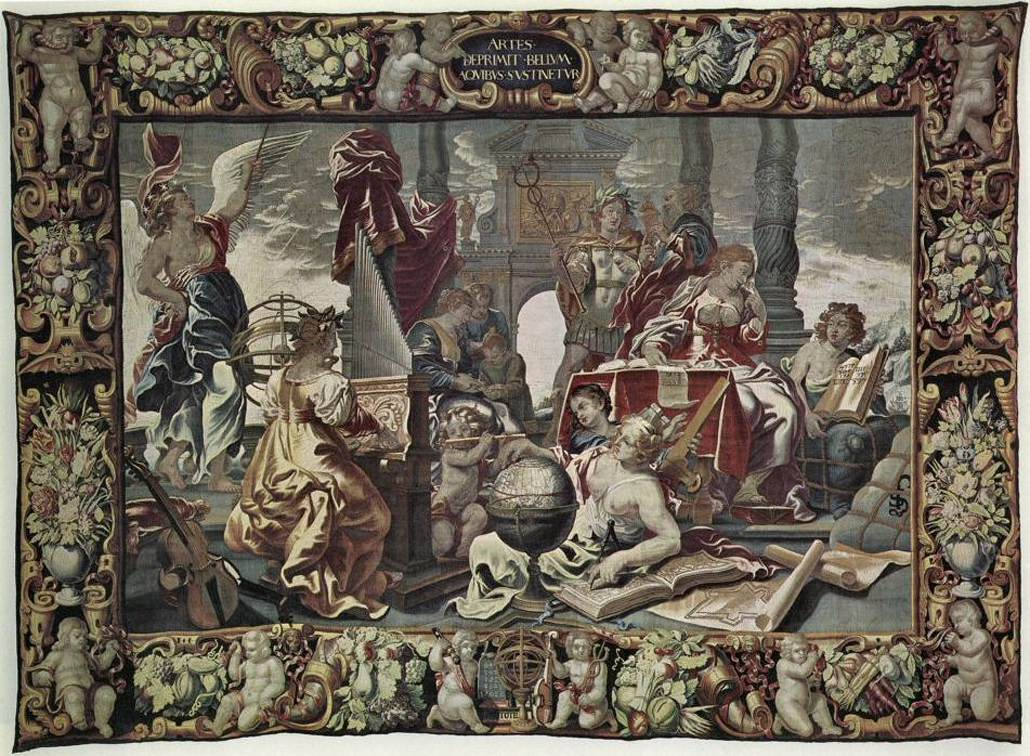
Сім вільних мистецтв (граматика, діалектика, риторика, арифметика, музика, геометрія, астрологія) — основа середньовічної університетської освіти

Якщо студент виконував усе передбачене навчальною програмою, то одержував титул бакалавра, далі — магістра, доктора. Але надзвичайна складність навчання приводила до того, що титул бакалавра одержувала лише третина студентів, а магістра — тільки кожний шістнадцятий.
Перші університети мали своє самоврядування і користувались певною автономією щодо церкви, феодалів і міських магістратів. Учні називались студентами, що з латинської означає старанно вчитися. Вони об'єднувались у провінції і нації. Викладачі об'єднувались в особливі організації — факультети — за вмінням викладати той чи інший навчальний предмет. Викладачі вибирали голову факультету — декана. Ректором називали голову університету, якого також вибирали. Шляхом виборів призначались й інші посадові особи.

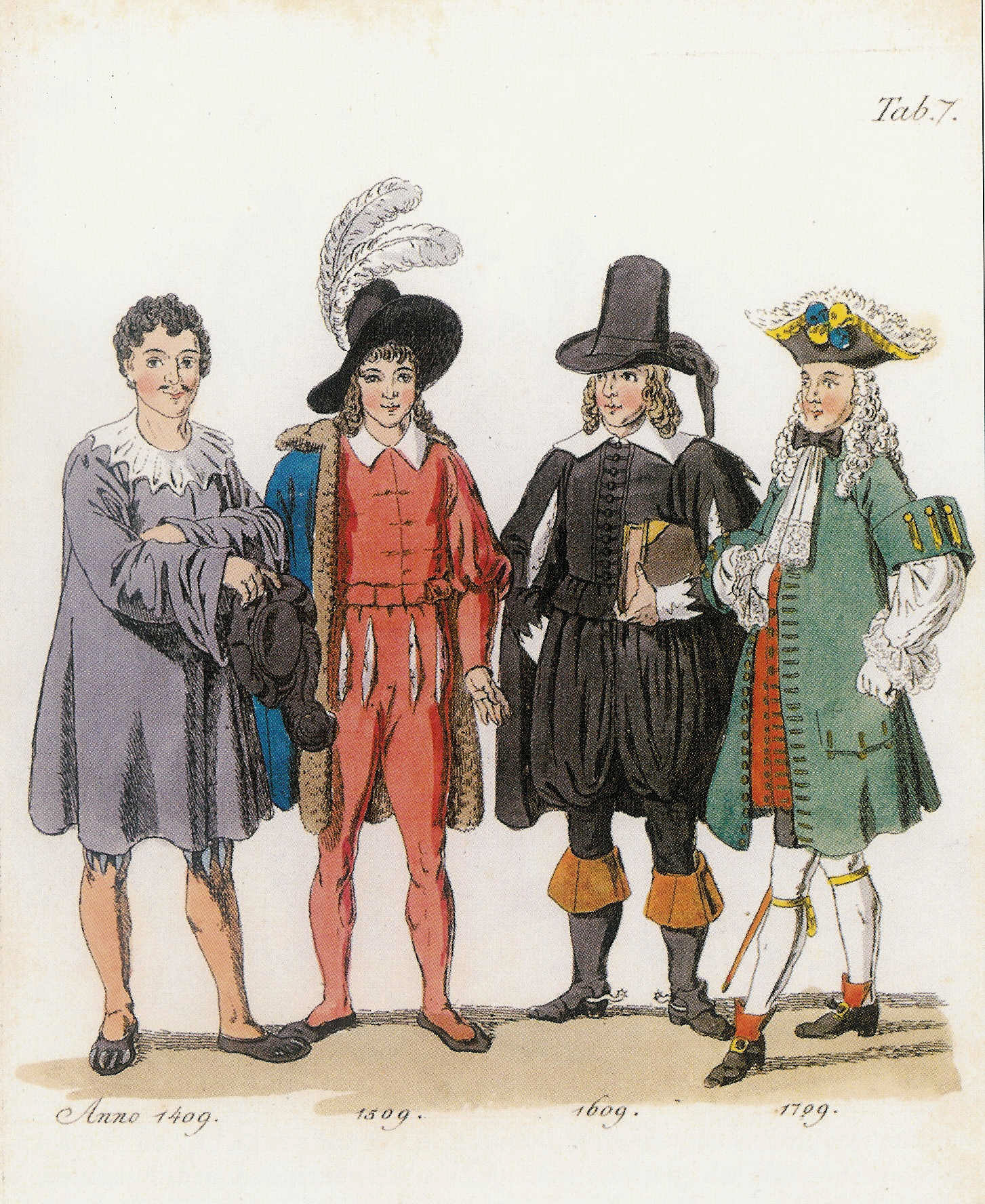
Одяг студентів Лейпцизького університету різних років

 Але з моменту виникнення університетів церква, користуючись монополією на навчання, намагалася поширити на них свій вплив. Для цього церква надавала університетам різні привілеї та матеріальні допомоги, наповнювала їх своїми викладачами і навіть засновувала свої університети (наприклад, так було з Паризьким університетом). Поступово церква досягла своєї мети, а богословський факультет став найголовнішим.
Викладання велось латиною — міжнародною мовою тогочасної науки. Отож юнаки з різних країн могли вчитися в будь-якому університеті Європи. Лише в XIV ст. з'явилися школи з викладанням національними мовами. Навчання було усним. Письмових завдань не давали. Щоб полегшити студентам запам'ятовування, використовували спеціальні прийоми. Наприклад, граматичним правилам надавали віршованої форми. У XII ст. склався тип мандрівного студента — ваганта.
До кінця XII ст. в університетах було, як правило, чотири факультети, очолювані деканами: підготовчий, або артистичний (від латинського «ars» (множина «artes») — мистецтво), де вивчали протягом 5—7 років «сім вільних мистецтв» — наук, відомих уже в пізньоантичні часи — так зв. trivium становили граматика, риторика, логіка, або філософія, і quadrivium — математика, астрономія, геометрія і музика; юридичний; медичний і богословський (термін навчання 5—6 років). Особи, які навчалися на підготовчому (артистичному) факультеті, складали іспит і діставали ступінь «бакалавра мистецтв» (з лат. baccalaureatus — увінчаний лавром). Вони могли продовжувати навчання далі і, склавши магістерський іспит і витримавши диспут, отримували від університетського канцлера licentiam docendi, тобто право викладати. Далі вони могли здобути титул «магістра вільних мистецтв»(magister artium liberalium). Однак це означало значні витрати на подарунки й пригощання, а також накладало обов'язок принаймні два наступні роки викладати в університеті, тому більшість студентів задовольнялися отриманням licentiam docendi. Магістри, а часто вже й бакалаври, могли записатися на якийсь з вищих факультетів, і після закінчення повного курсу навчання в університеті (11—13 років) випускники одержували звання «доктора наук».

## Види університетів

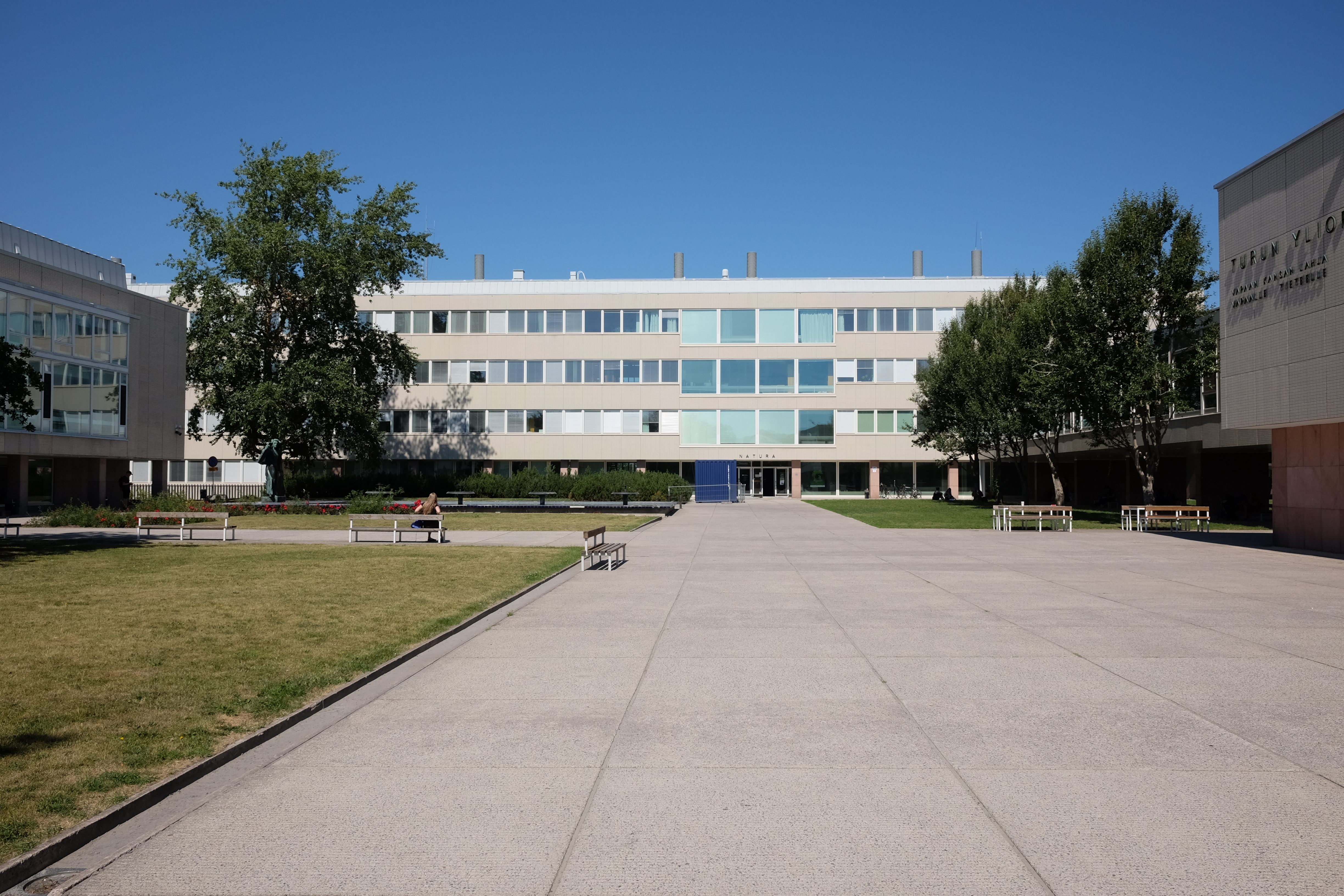
Університет Турку, заснований у 1920 році

Закон України «Про вищу освіту» визначає: "Університет — багатогалузевий (класичний, технічний) або галузевий (профільний, технологічний, педагогічний, фізичного виховання і спорту, гуманітарний, богословський/теологічний, медичний, економічний, юридичний, фармацевтичний, аграрний, мистецький, культурологічний тощо) заклад вищої освіти, що провадить інноваційну освітню діяльність за різними ступенями вищої освіти (у тому числі доктора філософії), проводить фундаментальні та/або прикладні наукові дослідження, є провідним науковим і методичним центром, має розвинуту інфраструктуру навчальних, наукових і науково-виробничих підрозділів, сприяє поширенню наукових знань та провадить культурно-просвітницьку діяльність."
Університети класифікують за різними ознаками. Так, за формою власності виділять:
- Державний університет
- Громадський університет
- Приватний університет.

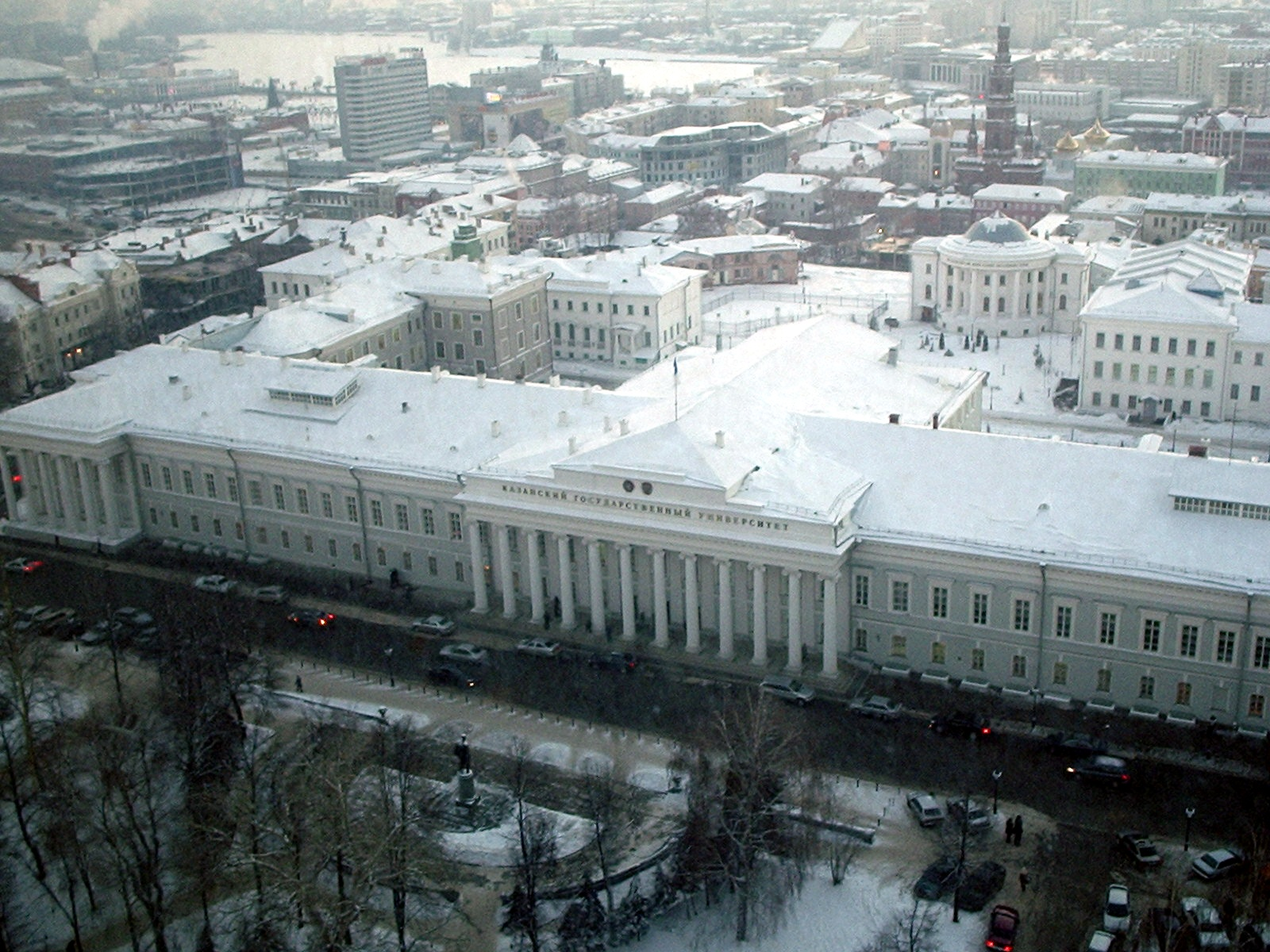
Панорама головного корпусу Казанського університету

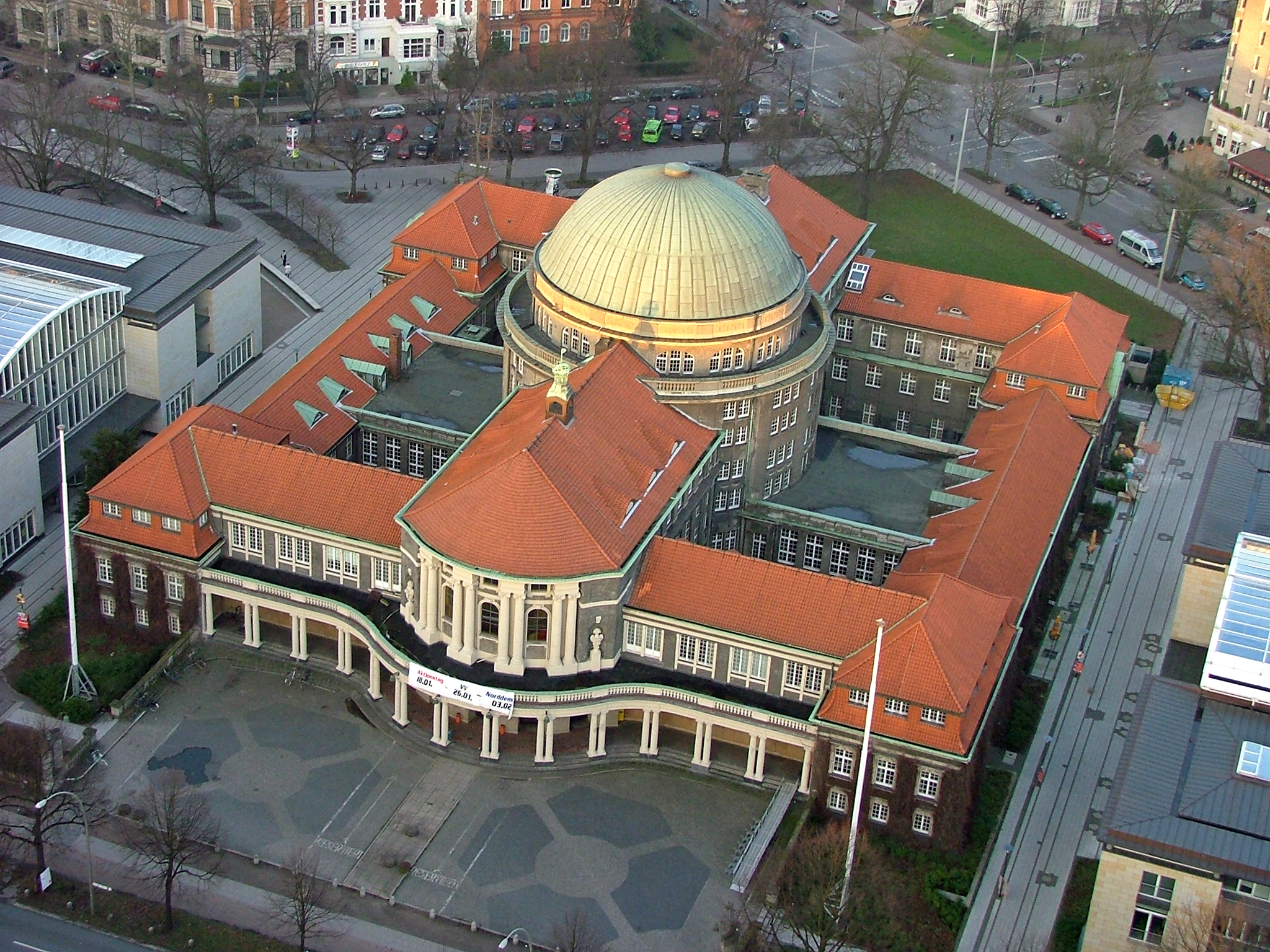
Панорама головного корпусу Гамбурзького університету

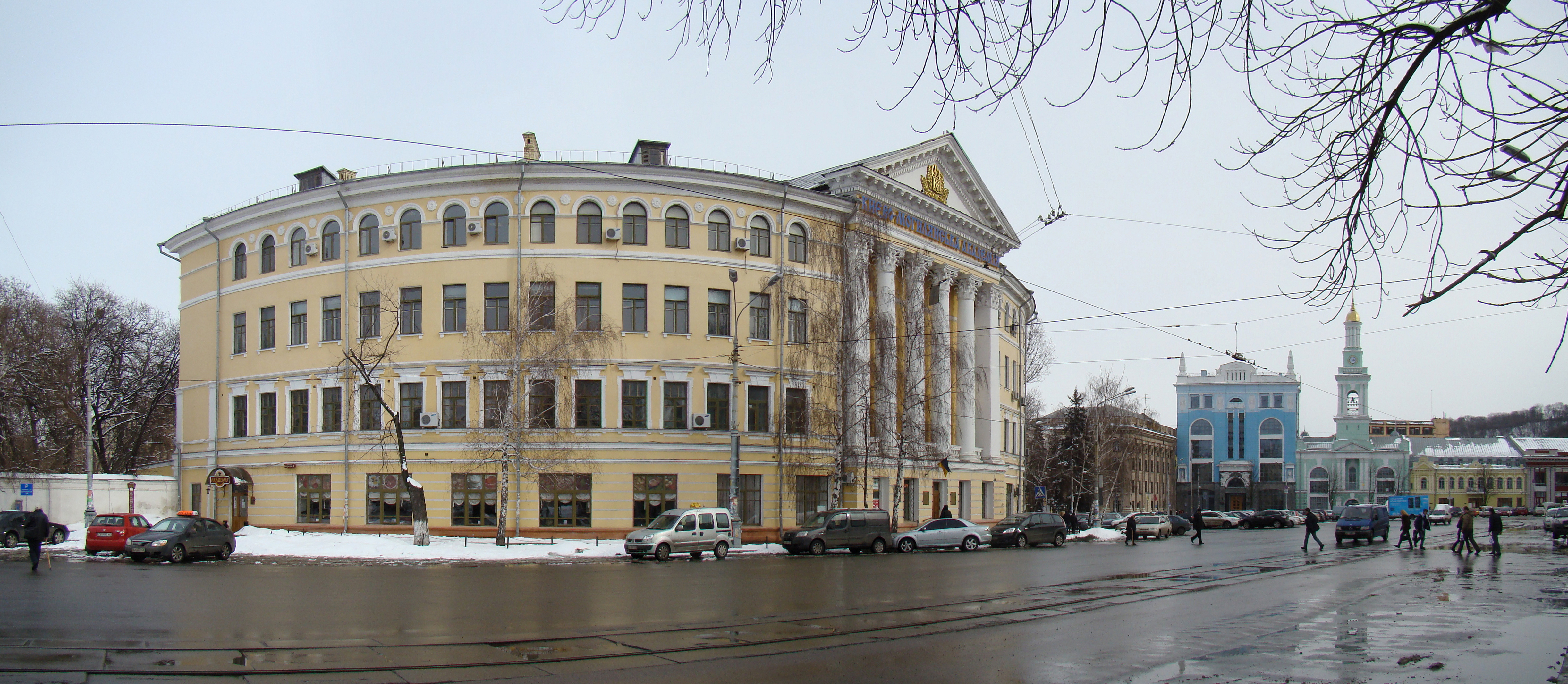
Панорама головного корпусу НаУКМА

Залежно від різноманітності напрямів підготовки виділяють багатопрофільні університети, котрі здійснюють підготовку фахівців у багатьох галузях на різноманітних факультетах (т. зв. класичні), а також профільні університети, які здійснюють підготовку фахівців за кількома напрямами, але, як правило, у межах певного профілю. Серед профільних університетів можна виділити:
- аграрні (наприклад Національний університет біоресурсів і природокористування України, Львівський національний аграрний університет, Житомирський національний агроекологічний університет, Уманський національний університет садівництва);
- технічні (наприклад Національний технічний університет України «Київський політехнічний інститут», Національний аерокосмічний університет імені М. Є. Жуковського «Харківський авіаційний інститут», Харківський національний автомобільно-дорожній університет, Національний університет водного господарства та природокористування);
- технологічні (наприклад Національний університет харчових технологій, Національний фармацевтичний університет, Український державний хіміко-технологічний університет);
- медичні (наприклад Національний медичний університет імені О.О. Богомольця, Вінницький національний медичний університет імені Миколи Пирогова, Тернопільський державний медичний університет імені І. Я. Горбачевського, Івано-Франківський національний медичний університет);
- педагогічні (наприклад Національний педагогічний університет імені Михайла Драгоманова, Полтавський національний педагогічний університет імені Володимира Короленка, Рівненський державний гуманітарний університет, Житомирський державний університет імені Івана Франка);
- економічні (наприклад Київський національний економічний університет імені Вадима Гетьмана, Київський національний торговельно-економічний університет, Харківський національний економічний університет імені Семена Кузнеця, Тернопільський національний економічний університет);
- юридичні (наприклад Національний юридичний університет імені Ярослава Мудрого, Національний університет «Одеська юридична академія», Київський університет права НАН України);
- мистецькі (наприклад Київський національний університет культури і мистецтв);
- військові (наприклад Національний університет оборони України імені Івана Черняховського, Харківський національний університет повітряних сил імені Івана Кожедуба);
- спортивні (наприклад Національний університет фізичного виховання і спорту України, Львівський державний університет фізичної культури) тощо[1].

## Університети в Україні

### Острозька слов'яно-греко-латинська академія

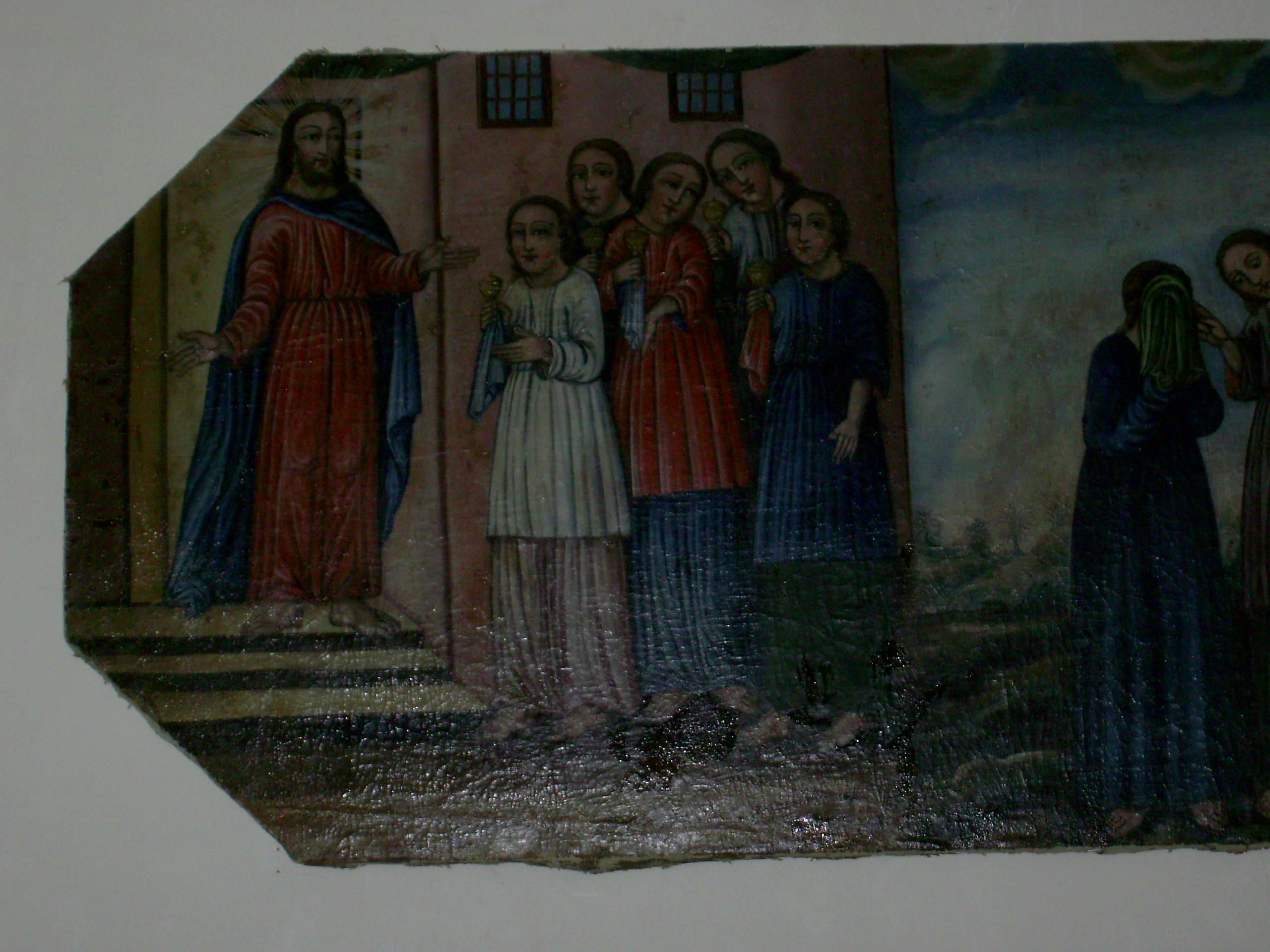
Острозька академія

Див. Острозька слов'яно-греко-латинська академія
Першим університетом на землях України вважають Слов'яно-греко-латинську академію в місті Острог (нині Рівненська область). Назва академія — розповсюджена назва навчального закладу, що дорівнював університету. Латиною всі університети називались академіями (або колегіями), бо латина була мовою науки і освіти тих часів, також і міжнародною мовою спілкування в Західній Європі. (Латиною — Collegium maius називали університет у Кракові, Accademia dei Lincei — назва університету в Римі, заснованого у 1603 році маркізом Федеріко Чезі, він дав і назву).
Точних відомостей про день і рік фундації навчального закладу університетського типу в Острозі не збережено. За документами зафіксована наявність академії з 1576 року. Цей рік і вважають роком заснування, хоча воно відбулося раніше. Ініціатива йшла від князя Острозького, Костянтина Костянтиновича, православного віросповідування. Першим ректором Острозької академії був поет Герасим Смотрицький (? — 1594).
Академія і її уряд стояли на позиціях просвітництва православної молоді, що викликало опір з боку католицьких громад і єпископів. Агітація за католицизм була проведена з нащадками князя, і ті перейшли в католицтво. Відтоді існування академії визнано небажаним і заклад зачинили у 1636 році. Академія в Острозі відновлена лише за часів незалежності України і отримання нею своєї державності.

### Києво-Могилянська академія (1659)
Див. Києво-Могилянська академія

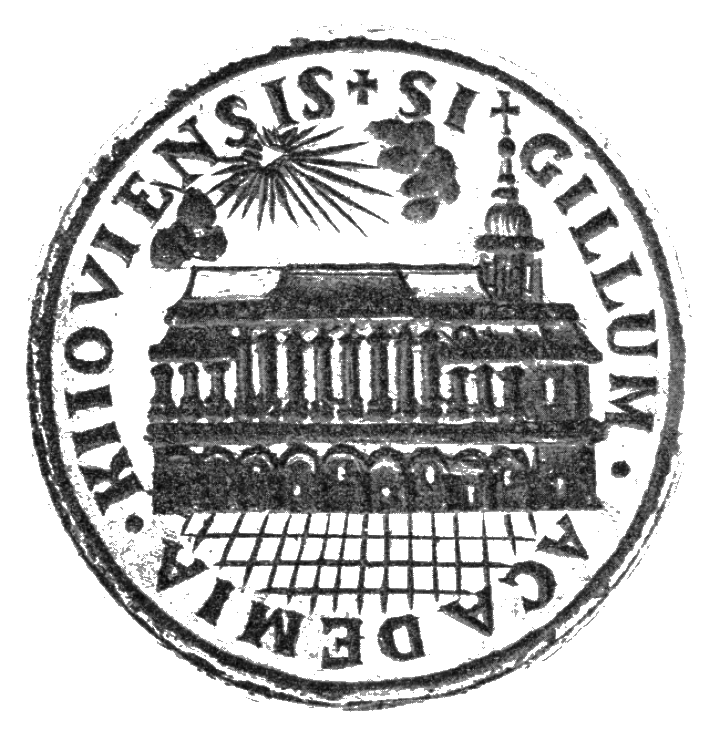
Печатка Києво-Могилянської академії

Києво-Могилянську академію вважають другою за часом фундації на землях України. Гроші на заснування школи і навіть землю для її розташування надала Галшка Гулевичівна, що походила з західних земель України. Бо там добре знали про існування академій. Найближчі до Острога і Львова академії вже існували в Кракові, Замосці, Відні, Празі. Школа при монастирі — звичний початок багатьох академій чи колегій.
Києво-Могилянська академія, створена 1659 р. на Подолі на базі Києво-Братської колегії, що виникла у 1632 внаслідок злиття Київської Братської та Лаврської шкіл, зібрала найбільшу кількість освічених, найкращих на той час діячів науки та культури: це і Петро Могила (опікун академії), Інокентій Гізель, Іоаникій Галятовський, Єпіфаній Славинецький, Симеон Полоцький, Лазар Баранович та інші. Усі вони зробили певний внесок у розвиток педагогічної думки, розглядали загальні питання виховання і навчання молоді, розробляли методичні рекомендації. Одні з них присвячували окремі праці проблемам освіти, створювали підручники та навчальні посібники, інші — порушували освітні питання в полемічних працях, виступах, промовах. У заснуванні Києво-Могилянської академії почесне місце належить Єлизаветі Гулевичівні, дружині київського воєводи, поборниці українського освітництва, яка подарувала свою садибу із землями для створення цього культурно-освітнього комплексу.
Курс навчання в академії тривав 12 років і поділявся на 8 класів: фару (підготовчий клас), інфиму (молодший клас), граматику, синтаксиму і вищі — поетику, риторику, філософію й богослов'я. Студенти набували філологічної підготовки, обов'язковим було знання мов: руської, церковнослов'янської, грецької, латинської, польської, оволодівали поетичним і риторичним мистецтвом, вивчали класичну грецьку та римську й частково середньовічну літератури, історію, географію, філософію й богослов´я. З часом було введено курс російської, французької, німецької та староєврейської мов, чисту й мішану математику (тригонометрію, фізику, астрономію, архітектуру), а в останні роки існування академії — класи домашньої й сільської економіки й медицини. Значне місце відводилося художній і музичній освіті. Києво-Могилянська академія була визначним науковим осередком, де формувався один з центрів філософської думки слов'янського світу загалом, відбувалося становлення української літературної мови, склалася літературна й поетична школа. Щороку в академії навчалося від 500 до 2000 студентів, вікових обмежень не було. У 1817 р. академію закрили, й замість неї в тому ж році було створено Київську духовну семінарію, перейменовану у 1819 р. в Духовну академію, яка припинила своє існування у 1918 р. У 1992 р. академію було відроджено як Національний університет «Києво-Могилянська академія».
Києво-Могилянська академія почалася зі школи при монастирі 15 жовтня 1615 року на Подолі. Незабаром стала академією. До зміцнення академії доклали розум, руки і гроші гетьман Петро Конашевич Сагайдачний і митрополит Могила. Згодом до назви Києво додали Могилянська і утворилася сучасна назва. Скорочено Київську академію часто називають просто Могилянка.

### Львівський університет
Львівський університет (тобто колегіум католицького зразка) засновано у місті Львів 20 січня 1661 року єзуїтами. Львівський університет є спадкоємцем Львівської єзуїтської колегії (1608—1661), Львівської єзуїтської академії (1661—1773), Йосифинського університету (1784—1805), Львівського ліцею (1805—17), Францового університету (1817—1918), Львівського університету Яна-Казимира (1919—1939), Львівського державного університету імені Івана Франка (1939—1999).

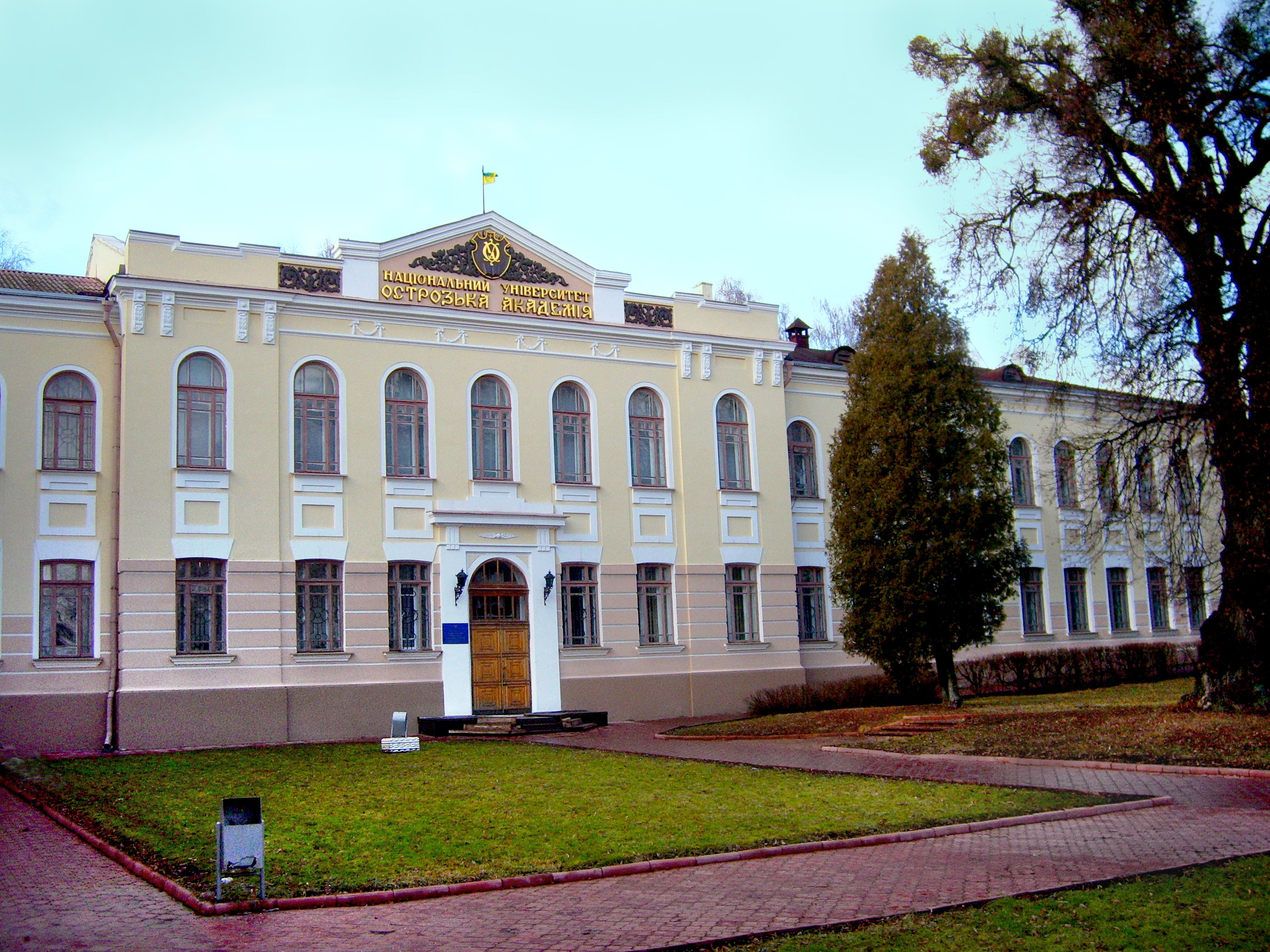
Острозька академія, сучасна головна будівля.
Бібліотечна будівля Остозької академії.
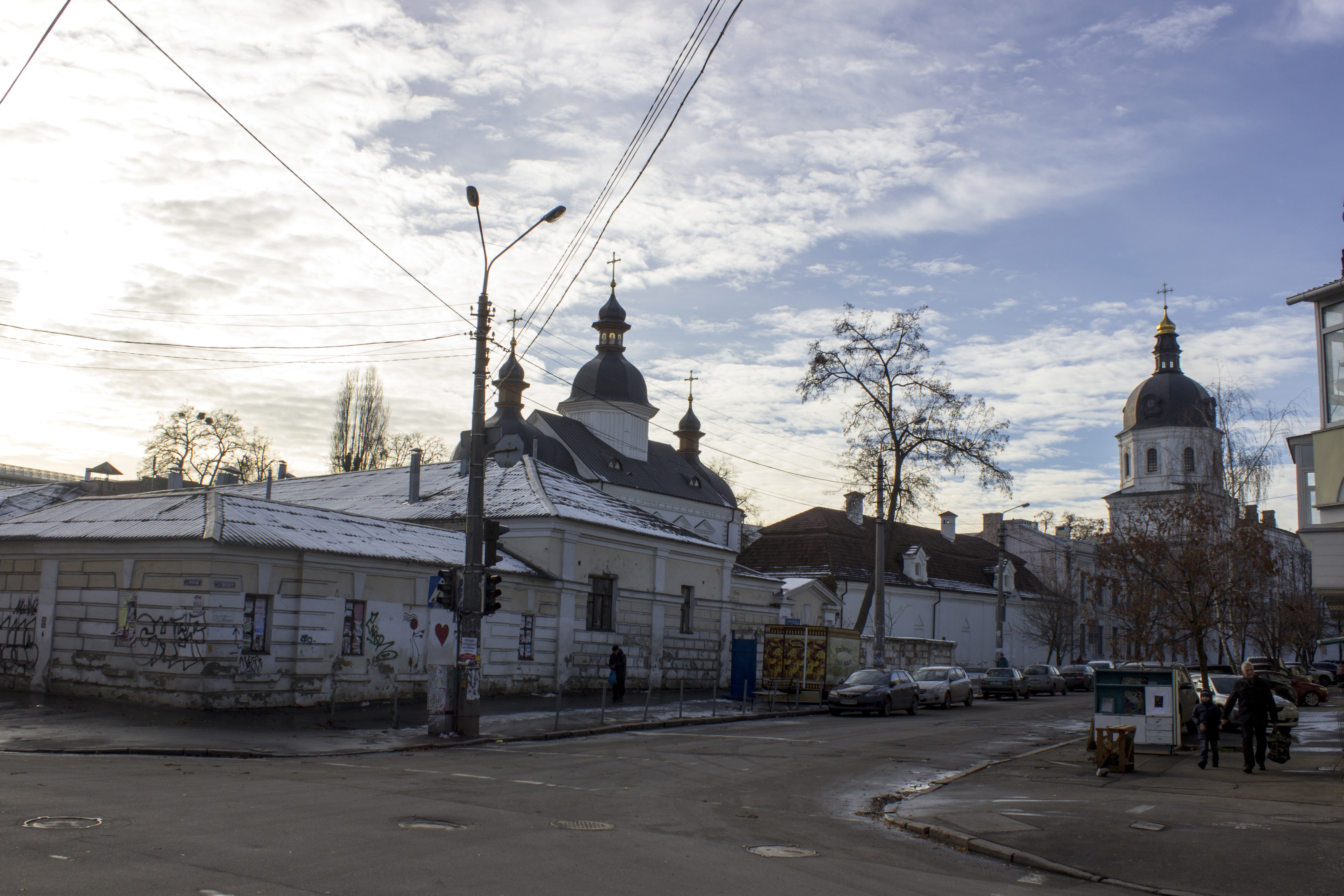
Комплекс споруд Києво-Могилянської академії.
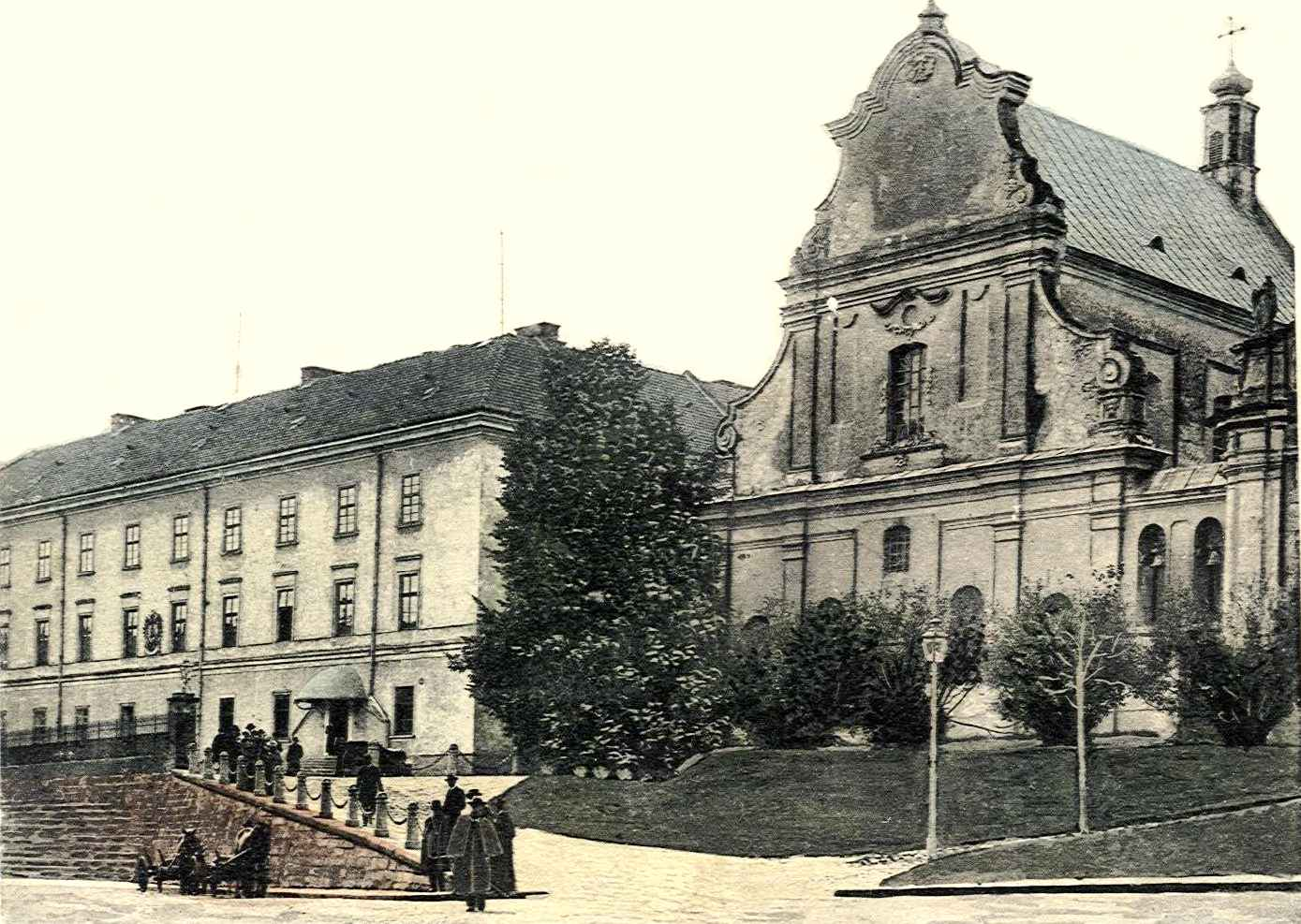
Стара будівля Львівського університету.

Це були три перші університети України.

### Університети в УРСР
На відміну від західних радянські університети автономії не мали. Відмінна була й структура радянських університетів від західних, зокрема відсутністю богословських й медичних факультетів. Останні після 1917 відокремлено від університетів і перетворено на самостійні інститути. У Донецьку створено університет у 1965 р., Сімферопольський відновлено у 1972 р., наслідком чого чисельність університетів в УРСР зросла з 7 до 9. Усі вони перейшли з республіканського до загально-союзного підпорядкування Міністерству вищої освіти СРСР. Число студентів на кінець 1970-х pp. — становило близько 110 000.
Назагал кількість університетів в Україні пропорційно до кількості населення значно менше, ніж на Заході, але також менше й порівняно з іншими країнами радянського блоку: 1 на 5,4 млн (на 1975 — 76), тоді як по всьому СРСР це співвідношення було — 1 на 4,4, у Румунії — на 3,5, у Польщі — на 3,4, у Болгарії — на 2,9, у Східній Німеччині — на 2,7, в Угорщині — на 2,6, у Чехо-Словаччині — на 2,4.
На відміну від західних університетів в СРСР (й УРСР) практикується вечірнє й заочне навчання («без відриву від виробництва»), особливо поширене з ініціативи М. Хрущова від 1958 р. Воно зросло в УРСР з 44,2 % від загального числа студентів 1958—59 до 61,3 % 1965—66. Після падіння Хрущова, ця кількість почала спадати і на 1977—78 знизилося знову до попередніх 44,2 %.
До університету приймають осіб віком до 35 років на основі (як і до інших високих шкіл) конкурсного іспиту. Перевага надається особам, що по закінченні середньої школи мають 2-річний стаж праці на виробництві (до якої прирівнюється перебування на військовій службі). Особливими привілеями користуються співробітники КДБ й міліції, яких приймають без іспитів, якщо вони мають бодай початок вищої освіти з свого фаху, або за наявності тільки середньої — за полегшеним іспитом поза конкурсом.
Навчання, залежно від факультету, триває 4-6 років, на вечірніх і заочних відділах — 5-6, на так званих загально-технічних факультетах (в Ужгороді й Чернівцях) — 3 pp. До 1967 університети мали «загально-наукові» факультети з скороченою програмою до 2-3 pp.; деякі з них були філіями поза осередком університету (у Горлівці при Донецькому, у Рівному при Київському університеті). Після ліквідації цих факультетів філії в Горлівці й Рівному існували ще до кінця 1960-х pp. під назвою заочних відділів, 1968 відкрито (як заочний факультет, а потім відділ загально-технічного факультету) філію Ужгородського університету у Виноградові, ліквідовано 1978.
З самого початку встановлення Радянської влади в Україні система університетської освіти пережила не найкращі часи. Зокрема, примусова трансформація університетів на ІНО значно позначилися і на рівні виховної і наукової діяльності вищої школи в Україні.
ІНО — вищі педагогічні навчальні заклади, створені в УРСР, починаючи з Харківського (1920 року), на базі університетів і педагогічних закладів. Вони були покликані готували працівників освіти для загальноосвітніх і професійних шкіл усіх типів і виховних закладів.
В реальності ж, ІНО було створено фактично на руїнах усіх українських університетів, коли, замість цілої низки факультетів, в кожному українському університеті було утворено два-три факультети-покручі: соціального виховання (три-чотирирічні), професійної освіти (чотирирічні), інколи — робітничий факультет (трирічний).
Аж за 10 років, коли у 1930—1933 роках тепер уже на базі ІНО для підготовки професійних кадрів було створено інститути соціального виховання та інститути професійної освіти за принципом фахової орієнтації, університети поступово відродилися.
Радянська політика в ділянці університетської освіти виявляла виразне спрямування на національну дискримінацію й русифікацію. Поряд з існуючою відсотковою нормою, понад яку неможна було приймати до університетів євреїв, так само всілякими засобами обмежується й кількість українських студентів, супроти яких перевага надається росіянам, навіть приїжджим з РРФСР, супроти місцевих українців. Наслідком чого в університетах УРСР на 1965 було тільки 61 % студентів-українців. А за даними «Українського Вісника» (ч. 7-8, весна 1974), існує інструкція, за якою до високих шкіл західних областей України заборонено приймати понад 25 % місцевої молоді. Адміністративно-викладацький персонал українських університетів також великою мірою російський, навіть в університетах, найменше зросійщених, наприклад, у Львівському на 1950 українців було менше половини, в Ужгородському на 1959 — тільки 61 %.
Особливо від кінця другої світової війни університети в УРСР перетворилися на вогнища посиленої русифікації. Замість обов'язкових вступних іспитів з української й російської мов, від 1954 українську поступово усунено й обов'язковою лишилася тільки російська мова. Планомірне усування української мови з викладання набуло прискорення з 1959 (на основі хрущовського закону «Про зміцнення зв'язку школи з життям»), так що на 1970-ті pp. українська мова тільки частково збереглася на українських відділах філологічних факультетів. Через те, що вчені звання централізовано надає Всесоюзна атестаційна комісія (ВАК) у Москві, кандидатські й докторські дисертації українські вчені зобов'язані писати російською мовою, навіть з української літератури й мовознавства. В університетських виданнях переважають, за малими винятками, російськомовні.

### Університети незалежної України
На початок 2016/2017 навчального року в Україні діяло 184 університети, з них — 146 університетів — державної форми власності, 2 — комунальної та 36 — приватної форми власності.

## Університети української еміграції
В еміграції, крім Українського Вільного Університету, який існує з 1921 (тепер у Мюнхені), заходами Верховного Архієпископа Й. Сліпого створено 1963 Український Католицький Університет ім. св. Климента в Римі (з кількома філіями). УВУ має право надавати наукові ступені.